# Diario Popular

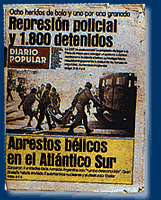
Diario Popular am Vorabend des Falklandkriegs

Das Diario Popular ist eine argentinische Tageszeitung aus Buenos Aires, die im Jahr 1974 gegründet wurde.
Mit einer durchschnittlichen Auflage von 84.055 und einem Maximum von 137.079 an Sonntagen im Jahr 2007 nimmt sie den dritten Platz im Land, hinter Clarín und La Nación, ein.
Das Diario Popular ist der Sensationspresse zuzurechnen, sein hauptsächlicher Konkurrent in Argentinien auf diesem Markt ist Crónica. Es erscheint im Tabloid-Format und besitzt Beilagen für die Themen Sport und Veranstaltungen, weiterhin gibt es je nach Erscheinungsort auch regionale Beilagen für die verschiedenen Gebiete des Großraum Buenos Aires. Gemeinsam mit der Sonntagsausgabe erscheint ebenfalls eine Zeitschrift mit dem Namen Domingo Para Todos.